# История ООН

## Предыстория
Международные организации, создававшиеся в течение XIX века, в основном решали отдельные задачи, такие, в частности, как налаживание почтовой службы, системы здравоохранения и средств сообщения. Предшественником ООН в XIX веке стал «Европейский концерт» — первая попытка объединения государств с установкой на достижение политических целей прежде всего дипломатическими, а не военными средствами. «Европейский концерт» внес весомый вклад в формирование концепции международного права, включая правила ведения военных действий, международный арбитраж и вопрос о разоружении. Но лишь после Первой мировой войны была создана многоцелевая организация с четко выраженной ориентацией на обеспечение мира, безопасности и международного сотрудничества – Лига наций.
Несмотря на эти величественные идеалы, Лига наций, подобно предшествующим межгосударственным союзам, явилась плодом европейской политической мысли и была в основном ориентирована на Европу (и на Запад в целом). Она отражала перспективу развития колониальных держав и их союзников, в значительной степени оставляя на заднем плане интересы стран Африки, Азии, Ближнего Востока и Латинской Америки, большинство из которых все ещё находилось под колониальным гнетом. В конечном счете Лига наций оказалась неспособной предотвратить Вторую мировую войну и в 1946 формально прекратила своё существование.
Флаг ООН – это полотнище с изображением официальной эмблемы Организации Объединенных Наций. Изображение наносится с обеих сторон флага, за исключением некоторых случаев
7 декабря 1946 года предложенная эмблема, с некоторыми изменениями была утверждена в качестве официальной печати и эмблемы ООН. В этом варианте эмблема была белого цвета и её окружала оливковая ветвь – символ мира. Т.о. эмблема ООН означает, что организация стремится достичь мира во всем мире.
20 октября 1947 года ООН приняла и флаг.
Использование флага ООН не ограничено, за исключением случаев его порочащих. В отличие от флага, чтобы использовать эмблему ООН, необходимо направить письменный запрос на имя Исполнительного секретаря.
Правила использования флага записаны в «Положении о флаге». Там, в частности, оговорены правила вывешивания флага ООН вместе с флагами стран. Флаг ООН не должен быть меньше государственных флагов, он всегда помещается в центре группы линейно расположенных флагов, если государственные флаги вывешивают в круг, то флаг ООН помещают в центр, а не с ними. Там же написано, что все желающие могут вывешивать флаг ООН, показывая свою солидарность с организацией.

## Учреждение ООН
- 1945: Первая сессия ООН